# 프랑스 철도시설공단
프랑스 철도시설공단(프랑스어: Réseau ferré de France, 약칭 RFF)는 1997년부터 2014년까지 프랑스 국영 철도망을 소유, 유지한 프랑스의 회사이다. 이 회사는 1997년 SNCF의 철도 자산으로 설립되었고, 이후 열차를 운행했다. 국영 철도 회사인 SNCF에 의해 시행되었지만, 유럽연합 지침 91/440에 따라 프랑스 정부는 철도 인프라에서 열차 운행을 분리해야 했다. 2015년 1월 1일, RFF는 SNCF 레조(Réseau)로, SNCF의 운영 자산은 SNCF 모빌리티(Mobilités)로 변경하고, 두 그룹 모두 SNCF의 자회사로 편입했다.
다른 인프라 관리자와 달리 RFF는 유지관리 서비스나 철도 교통 통제 작업을 제공하지 않았으며, 이 두 가지 모두 RFF를 대신하여 SNCF 인프라에서 수행했다. 또한 SNCF는 역의 소유권을 유지했다. 2013년 9월을 기준으로 RFF는 320억 유로 이상의 부채를 가지고 있었다.

## 개요
RFF는 SNCF의 인프라 자산으로 구성되었으며, 부채는 SNCF의 장부에서 RFF로 이전되었다. RFF는 주로 부채 재융자에 중점을 둔 재무 구조였으며, 인프라 관리의 대부분을 SNCF에 계약했다. RFF 인프라에 대한 신호는 SNCF에서 구현과 유지관리했다.
RFF의 창설은 선택한 재정 옵션 때문에 비판을 받았다. RFF는 이전에 SNCF가 부담한 부채에 대한 이자를 지불하기 위해 프랑스 정부에서 보조금을 받았으며, 이를 통해 SNCF는 긍정적인 영업 수입을 얻었고, 경쟁이 가능해졌다.

## 통제 센터
2013년 7월, RFF는 1,000개 이상의 지역 신호 센터를 대체하는 16개 지역 제어 센터를 건설하는 프로젝트를 시작했다. 최초의 지역 통제센터가 파니-쉬르-모셀에 세워졌다.